# Municipio de Ruse
El municipio de Ruse (búlgaro: Община Русе) es un municipio búlgaro perteneciente a la provincia de Ruse.
En 2011 tiene 167 585 habitantes, el 81,95% búlgaros, el 7,46% turcos y el 1,03% gitanos. La capital municipal es la también capital provincial Ruse, donde viven nueve de cada diez habitantes del municipio.
Se ubica en el noreste de la provincia y su término municipal es fronterizo con Rumania en la ribera del Danubio.

## Localidades
| Localidad      | Cirílico       | Población (diciembre de 2009) |
| -------------- | -------------- | ----------------------------- |
| Ruse           | Русе           | 156 509                       |
| Basarabovo     | Басарбово      | 1349                          |
| Bazan          | Бъзън          | 1221                          |
| Chervena Voda  | Червена вода   | 1529                          |
| Dolno Ablanovo | Долно Абланово | 214                           |
| Hotantsa       | Хотанца        | 823                           |
| Marten         | Мартен         | 3691                          |
| Nikolovo       | Николово       | 3004                          |
| Novo Selo      | Ново село      | 1176                          |
| Prosena        | Просена        | 634                           |
| Sandrovo       | Сандрово       | 1308                          |
| Semerdzhievo   | Семерджиево    | 1132                          |
| Tetovo         | Тетово         | 2303                          |
| Yastrebovo     | Ястребово      | 317                           |
| Total          |                | 175 210                       |